# William More Gabb

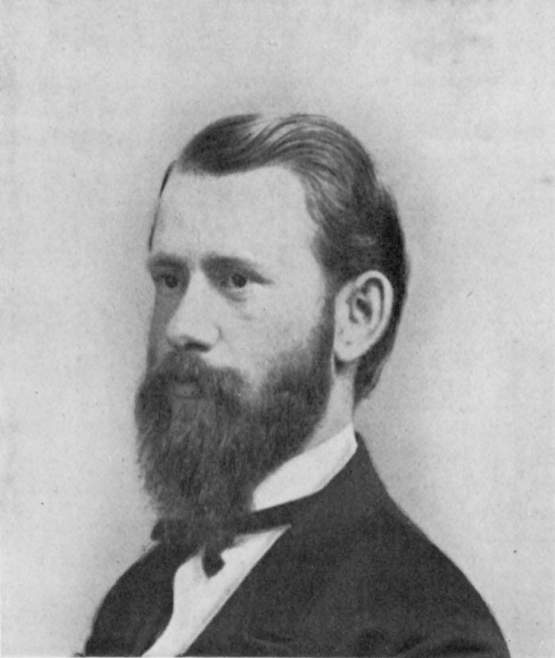
William M. Gabb und Unterschrift

William More Gabb (* 20. Januar 1839 in Philadelphia, Pennsylvania; † 30. Mai 1878 ebendort) war ein US-amerikanischer Botaniker, Zoologe, Paläontologe und Geologe.

## Leben und Wirken

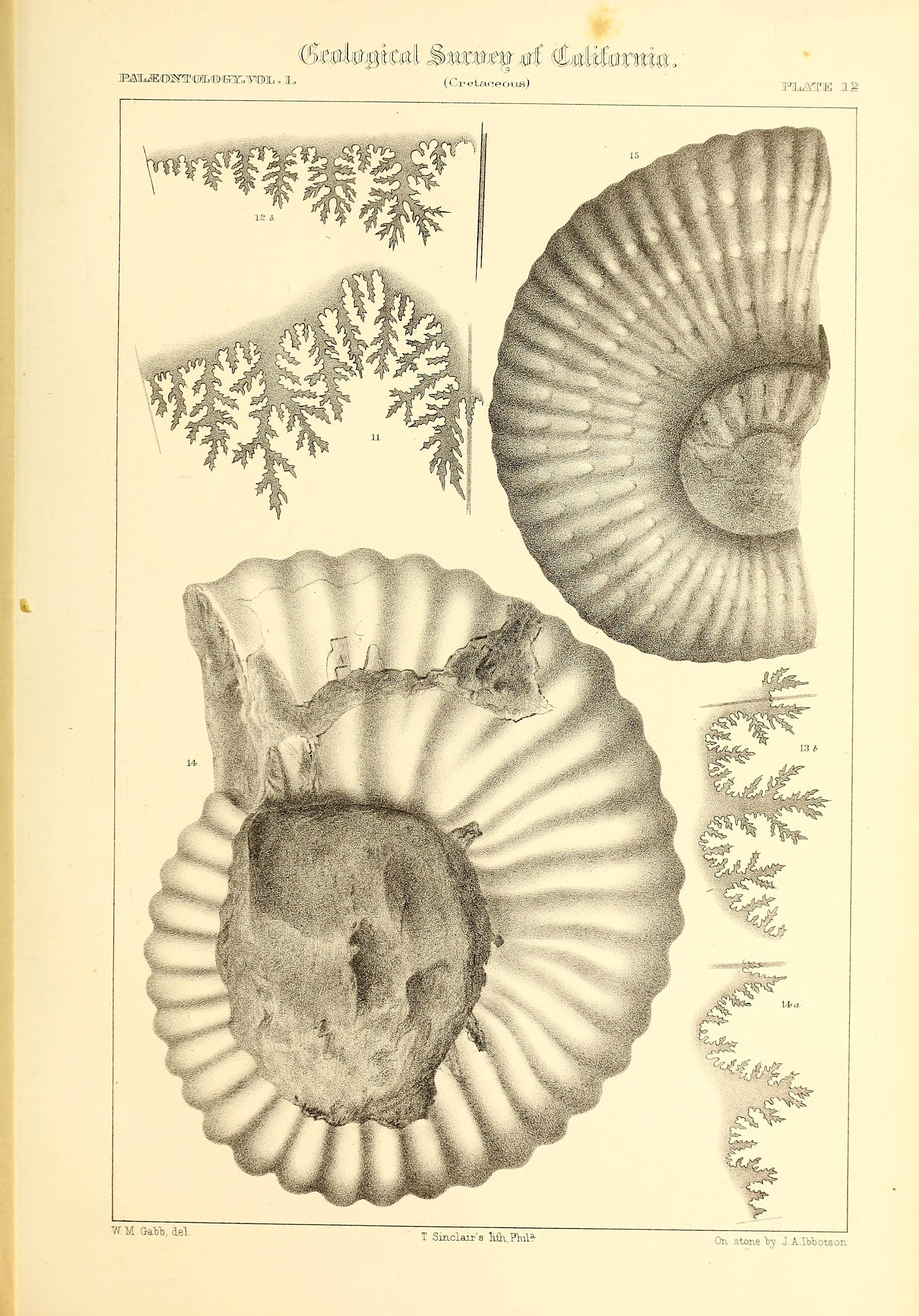
Beispiel für Zeichnungen von Gabb aus dem Geological Survey of California

William More Gabb erwarb 1857 an der Central High School in Philadelphia den Bachelor-Abschluss, einige Jahre später den Master. Er wurde Assistent von James Hall und studierte ab etwa 1860 an der Smithsonian Institution in Washington Paläontologie und machte sich einen Namen als Kenner der Fossilien der Kreidezeit.
Ab 1862 nahm Gabb unter William H. Brewer an Surveys von Kalifornien, Oregon und anderen Gebieten im Westen teil, ab 1867 mit Genehmigung der mexikanischen Behörden von Baja California, ab 1869 von Santo Domingo, ab 1873 an einer dreijährigen Expedition nach Costa Rica. Neben geologischen und geographischen Aufzeichnungen fertigte er auch ethnologische und weitere naturgeschichtliche Sammlungen an.
1869 wurde Gabb zum Mitglied der American Philosophical Society gewählt, 1876 zum Mitglied der National Academy of Sciences.
William M. Gabb heiratete in Costa Rica eine Eingeborene, mit der er einen Sohn hatte (Guillermo Gabb; * 1874 oder 1875). In Costa Rica infizierte sich Gabb mit Malaria, an der er 1878 im Alter von 39 Jahren verstarb. Sein Grab befindet sich auf dem Woodlands Cemetery in Philadelphia.
Nach Gabb sind zahlreiche Taxa benannt, darunter das Mittelamerikanische Tapeti (Sylvilagus gabbi) und der Mittelamerika-Makibär (Bassaricyon gabbii). Der Mount Gabb in Kalifornien trägt seinen Namen.

## Anmerkung
1. ↑  Gelegentlich wird sein Geburtsdatum mit dem 16. oder 17. Januar angegeben, was wahrscheinlich falsch ist.